# آنا هاميلتون
آنا هاميلتون (بالفرنسية: Anna Hamilton)‏ هي طبيبة فرنسية، ولدت في 22 مايو 1864 في فيسولي في إيطاليا، وتوفيت في 19 أكتوبر 1935 في بوردو في فرنسا.